# Парни багер
Парни багер је велика машина за ископавања дизајнирана за подизање и померање материјала као што су камен и земља. Погон добија од мотора на пару. Он је најранији модел машине за ископавање. Парни багер је имао велику улогу у јавним радовима у 19. и почетком 20. века и био је кључна машина у конструкцији пруга и Панамског канала. Развој једноставнијих и јефтинијих багера, који су користили нафту, утицао је на престанак коришћења парних багера.

## Историја

### Порекло и развој
Парни багер је измислио Вилијам Отис, који је патентирао свој дизајн 1839. године.
Прве машине су имале могућност делимичног љуљања зато што се носач кашике није могао окретати у круг. Градиле су се на шасијама које су биле постављене на пруге и на те пруге су постављани бојлер и мотор који је служио за покретање багера. Лопата и мотори су постављани на једном крају шасије због чега смо имали ограничено окретање. Постављане су покретне платформе са точковима и снага је пребацивана ланчаним погоном на осовине. Привремене шине су постављане до оних места на којима је багер требало да ради.

### Раст потражње и употребе
Развој железнице је очувао потражњу за парним багерима. Градови у Северној Америци који су се брзо развијали, користили су багере за копање темеља првих облакодера.
Вероватно најпознатија употреба парних багера је била копање Панамског канала преко Панамског земљоуза. Стотину два багера су била употребљавана за десетогодишње копање. Седамдесет седам багера који су коришћени су производи Bucyrus-а. За ове машине се говорило да померају планине.
Парни багери су коришћени и у рударству. Рудници гвожђа у Минесоти, рудници бакра у Чилеу и Монтани, рудници у Клондајку су сви имали машинерију за ископавање, али најбоље искоришћење багера је било на површинским коповима. Багери су уклањали брда и изравњавали земљиште. Користили су се још на градилиштима, путевима и у каменоломима.

## Управљање
Парни багер се састоји од:
- кашике која је уобичајено имала назубљену ивицу
- полуге која је повезивала кашику са носачем
- носача који је био монтиран на ротирајућу платформу
- бојлера
- резервоара са водом
- резервоара са угљем
- парних мотора и чекрка
- управљачког дела
- ротирајуће платформе на коју је све монтирано
- точкова

При копању, лице које је управљало багером је преко контрола померало носач и полугу, која спаја кашику са носачем, и пунио кашику материјалом. Када се кашика напуни, багер се окретао и истоваривао земљу у, на пример, приколицу камиона.
Багером су обично управљали инжењер, ватрогасац и човек који је радио на земљи.

## Произвођачи парних багера
Северно амерички произвођачи:
- Ball Engine Co.
- Bucyrus
- Marion Steam Shovel Dredge Company
- Moore Speedcrane (касније Manitowoc Cranes)[1]
- Northwest Shovels
- Vulcan Iron Works

Европски произвођачи:
- Demag (Немачка)[2]
- Fiorentini (Италија)
- Lubecker
- Menck
- Newton & Chambers (Енглеска)
- Orenstein and Koppel GmbH (Немачка)
- Ruston & Hornsby (Енглеска)

## Чување (презервација)
Већина парних багера је избачена из употребе. Неки се још могу видети у индустријским музејима и у приватним колекцијама.

### The Le Roy Marion
Највећи парни багер који се још увек може видети је Марион парни багер који је лоциран у малом америчком граду Ле Рој. Уврштен је у Национални регистар историјских места.

### Ruston Proctor Steam Navvy No 306
Ова машина је била коришћена за ископавање креча у Енглеској. Када се та локација за ископавање затворила, ова машина је остављена и касније изгубљена у поплави. Средином седамдесетих година 20. века, подручје је било познато као Плава лагуна због хемикалија из ископина које су фарбале воду. После дугог периода, врх зарђале машине је извиривао из воде. Организована је акција извлачења машине из воде, а машина је касније рестаурирана.

### 1923 Bucyrus Model 50-B
Двадесет пет парних багера овог модела је отприлике отпремљено за Панамски канал како би били коришћени за прављење мостова, путева и одвода. Све ове машине, осим једне, биле су избачене из употребе. Једна машина је била пребачена у Калифорнију а затим у Денвер. Ова машина је једна од само две које су још увек исправне и чува се у граду Недерланду у Колораду.